# Cichorium bottae
Cichorium bottae — вид квіткових рослин з родини айстрових (Asteraceae).

## Поширення
Саудівська Аравія, Ємен.